# 正定城
正定城是河北省正定县的标志之一，始建于十六国时期，北周、唐、宋、金、元、明、清各代均有不同规模修筑。现存城墙为明代建筑。

## 历史沿革
正定城的历史可以追溯到十六国时代的前燕，当时大将慕容恪在滹沱河北岸建立一座军事城堡，名为“安乐垒”，与当时的真定县城隔河相望。北周时期（578年）砌为石城，规模较小。唐宝应元年（762年）扩建，为恒州（镇州、成德节度使）的治所。明代为真定府治所。正统十四年（1449年）扩建为周长二十四里，高三丈二尺，上宽二丈，下宽三丈的土城；隆庆五年（1571年），始改为砖城，到万历四年（1576年）竣工，奠定了留存至今的格局。四方各开城门一座，东曰迎旭门，南曰长乐门，西曰镇远门，北曰永安门。四门均为三重结构，设有里城、瓮城和月城三道城垣。这种形制遍观全国亦不多见。清康熙二十五年（1686年）、雍正六年（1728年）、嘉庆十六年（1811年）和同治七年（1868年）都曾对城墙进行修补。雍正元年（1723年），因避雍正帝名讳改真定为正定。
1958年大炼钢铁运动期间，正定城遭到严重破坏，各单位拆城墙砖修筑炼钢炉，后来又陆续有群众拆砖修房盖屋，城墙逐渐沦为残垣断壁，城门楼、角楼、垛口等也因城市建设而损毁。目前城东门被埋于国防工程之下，南门、西门尚存里城门与瓮城门，北门存里城门和月城门，但已多残破不堪。城墙尚存8000多米，包砖所剩无几，草木丛生，尤以北城墙破坏最为严重。1993年7月15日，正定城被河北省人民政府公布为省级文物保护单位。
2000年，正定县政府为保护文物、发展旅游，号召全县居民捐献旧城砖，并投资约400万元人民币修复了南门内城城楼及两侧各五十米的城墙。其后，由于缺乏资金，进一步的修复和保护工作尚无进展。2010年2月18日晚8点19分，重建的南城门楼发生火灾，木制楼阁被烧毁。
2013年8月，中共正定县委专门召开的十届五次全体会议，讨论了《古城保护三年工作方案》和《正定文物保护和古城保护项目三年计划》，提出了古城保护多项重点工程。正定古城保护的标志性工程，共包括彰显古城整体风貌的古城墙保护工程、承载传统关厢文化的南关村改造项目、重现城河一体景观的周汉河（正定城护城河）综合整治项目、连接古城重要文化节点的中山路综合改造项目、备受关注的博物馆档案馆两馆建设项目、弥足珍贵的城区历史建筑修缮工作，以及具有地标意义的阳和楼、隆兴寺、开元寺三大片区改造等内容。
2014年10月1日，正定古城墙修缮工程（南门系统修缮工程）正式开工。南部城墙保护工程共分三期工程，最早的一期工程包括主城墙371米、瓮城墙379米、月城墙274米以及三座城台，南城墙东西马面(又名敌台、墩台)之间，要把断壁残垣的东西两侧瓮城土城墙修缮加固，墙体外用大青砖包裹；在月城遗址处复建东西两段月城，里面是土墙，外面也用大青砖装饰。2015年11月一期工程主体已经基本完工。二期工程包括西南角楼至东南角楼之间的主城墙的修缮，2016年7月份基本竣工。三期工程，包括西南角楼至西门之间主城墙和东南角楼至东门之间主城墙的系统修缮，2016年已开工建设。

## 建筑结构
正定城为砖城，属府级规制，全城南北长于东西，唯东南缺一隅，成官帽形状。城墙高10余米，上宽6米有余，周长约12公里，建垛口5051个。城门形制独特，四面城门处均设有城垣三道，即内城、瓮城和月城。瓮城高度与内城相同，月城是在瓮城外加筑的一道弯月形城墙，高度是内城的一半。南、北二门的瓮城城门设在东侧，东、西二门的瓮城城门则设在南侧，皆与内城门成直角。南门、西门的月城门和内城门正对，东门和北门的月城门则不与内城门同直线，形成曲折迂回的防御体系。其时，进入城池须通过三道城门，加强了城池的防御效果。另外，城墙上还有更铺、旗台和垛子，四角建有角楼，城外坏绕护城河，河上架有吊桥。明、清两代，正定（真定）城以其完善的防御体系，对拱卫京师具有重要的作用。

### 城门

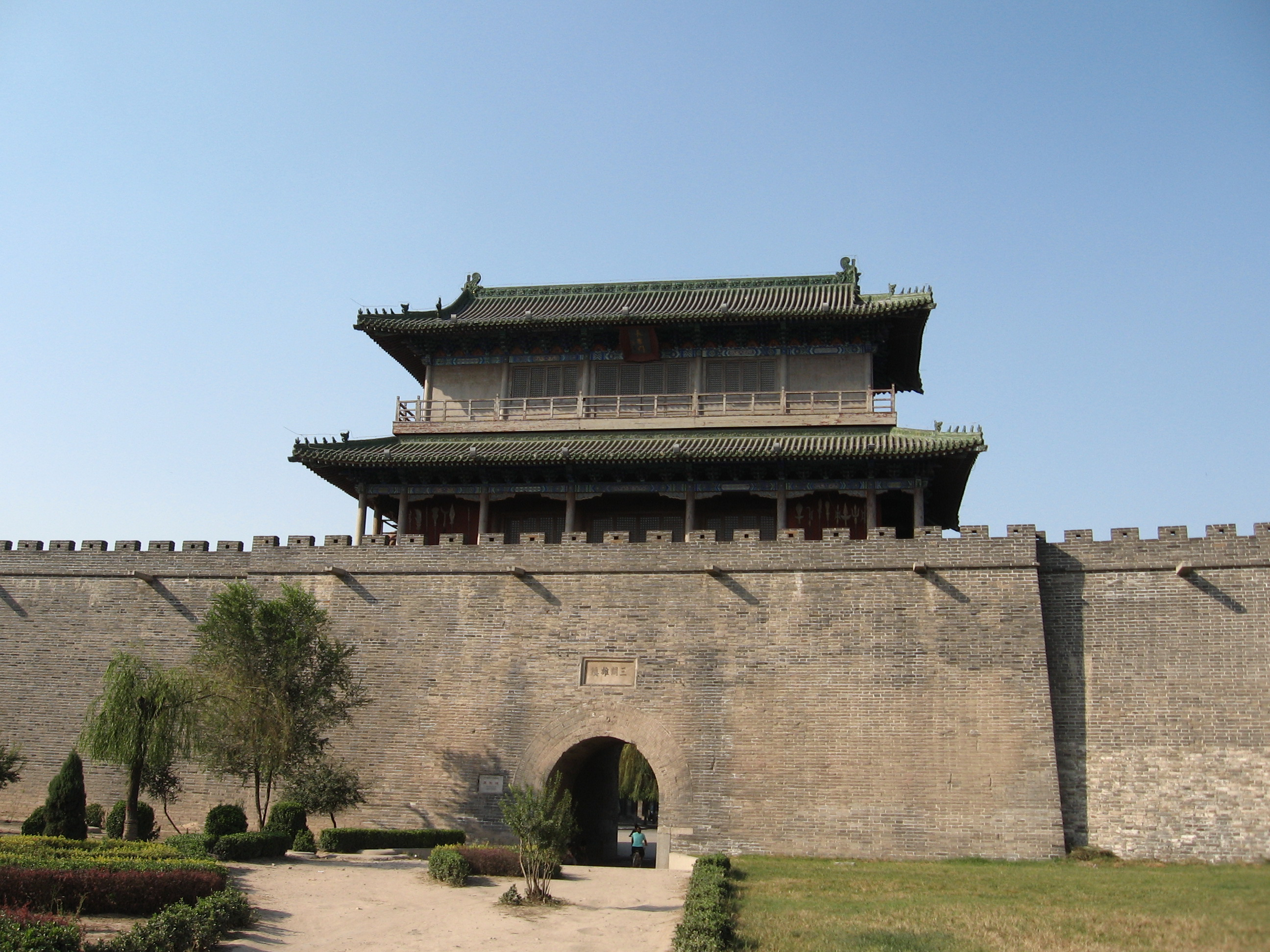
长乐门

正定城门形制类似，内城门上均建有二层城楼，歇山顶斗拱，雕梁画栋。门洞长约5丈，高2丈，为青石铺基、城砖拱券、条石甬道。门板木质，外有铁皮封包，厚半尺。
各城门洞上嵌有题字石匾额：
- 长乐门（南门）：内城门上嵌“三关雄镇”，瓮城门上嵌“迎薰”，月城门上嵌“九省通衢”；古三關為益津關（河北霸縣）、瓦橋關（涿縣南）、淤口關三關，後周世宗柴榮率軍奪回之地。
- 永安门（北门）：内城门上嵌“拱护神京”，瓮城门上嵌“展极”，月城门上嵌“畿南保障”；
- 镇远门（西门）：内城门上嵌“秀挹太行”，瓮城门上嵌“挹蓝”；
- 迎旭门（东门）：内城门上嵌“光含瀛海”，瓮城门上嵌“含翠”。

此外，南门月城上也建有城楼，名“看花楼”，亦称望河楼，楼上悬“襟山带河”四字额匾。

### 护城河
城外护城河宽10丈余，深2丈余，城东北、西北各有泉水流入护城河。护城河外筑堤。四城门外河上架有吊桥。

## 其他
清人朱佩莲过正定府，有诗描写正定城曰：
九达京华路，真称北镇雄。
波惊徒骇侧，云压太行东。
门管三重固，谯楼四角崇。
古来争霸地，时泰尽成空。
正定民间关于城门的歌谣：
东门里面大佛寺，东门外面接官厅。
南门里面阳和楼，南门外面麦饭亭。
西门里面石鸡叫，西门外面万人坑。
北门里面韩信洞，北门外面出石青。